# Đường kính

Một đường tròn và đường kính của nó.

Trong hình học phẳng, đường kính của một đường tròn là khoảng cách lớn nhất giữa hai điểm bất kỳ trên đường tròn đó. Đường kính là trường hợp đặc biệt của dây cung đi qua tâm đường tròn.Đường kính luôn đi qua tâm của hình tròn. Đường kính là dây cung lớn nhất.Đường kính của một hình cầu là đường kính của vòng tròn lớn của hình cầu đó.
Độ dài của đường kính của một đường tròn bằng 2 lần bán kính của đường tròn đó.

## Tổng quát
Trong không gian mêtric, đường kính của một tập là cận trên đúng của tất cả các khoảng cách giữa hai điểm bất kỳ thuộc tập hợp đó.
Ví dụ:
Đường chéo trong hình chữ nhật
Đường chéo nối hai đỉnh đối diện xa nhất trong một hình bình hành
Cạnh lớn nhất của một tam giác
Đường chéo nối hai đỉnh trong khối lập phương